# Чигиринская АЭС
Чигири́нская а́томная электроста́нция — недостроенная атомная электростанция, расположенная вблизи посёлка Орбита, в 10 км северо-восточнее Чигирина, в Черкасской области на берегу Днепра. Первоначально станция планировалась как ГРЭС. Решение о строительстве было принято ЦК КПУ 20 августа 1970 года.

## История строительства
Согласно генеральному плану строительство должно проходить возле села Витово, Чигиринского района, Черкасской области. Первоначальная проектная мощность — 4800 МВт. Новая станция должна была обеспечить потребности химических предприятий города Черкассы.
Вместе со станцией планировали построить городок энергетиков — Орбита, на 20 тысяч человек. Строительство планировалось завершить в 1976 году. Но из-за изменений проекта, вначале мощность снизили до 3200 МВт, а затем до 1600 МВт. Само же строительство началось только в 1977 году. После ряда неудач[каких?], указанием Минэнерго СССР от 29 октября 1981 года, строительство ГРЭС и города было остановлено и законсервировано.
Но на этом строительство не закончилось — его просто засекретили. Об этом стало известно позднее из рассекреченных архивов КГБ УССР, датированных июнем 1986 года, в текстах которых Чигиринская ГРЭС уже значилась как АЭС. Официально о строительстве именно атомной станции было объявлено лишь 19 мая 1988 года. Об этом сообщил начальник строительного управления станции. При этом АН УССР заявляла о нецелесообразности строительства данного объекта, а Министерство атомной энергетики вообще отказывалось комментировать данную ситуацию.
В 1982 году Киевское отделение института «Атомтеплоэлектропроект» разрабатывает технико-экономическое обоснование строительства АЭС возле Чигирина, а в следующем году Минэнерго СССР утверждает этот проект. На основании него было принято решение о строительстве АЭС на месте незавершённой Чигиринской ГРЭС.
На основании Постановления ЦК КПСС и Совета Министров СССР от 21 сентября 1984 года «Про дополнительные меры по обеспечению ускоренного развития атомной энергетики» планировалось строительство АЭС на месте Чигиринской ГРЭС мощностью 4000 МВт. Приказом Минэнерго СССР № 539 от 23 августа 1985 года была создана дирекция Чигиринской АЭС во главе с В. Г. Сапроновым.
Согласно новому проекту, станция строилась как АЭС, должна была иметь четыре энергоблока, а в качестве реакторов должны были быть установлены ВВЭР-1000. Проектная мощность станции составила бы 4000 МВт.
Однако, из-за Чернобыльской аварии станция так и не была достроена. Постановлением Совета Министров СССР от 19 мая 1989 года «Про прекращение строительства Чигиринской АЭС» строительство станции было остановлено (недоступная ссылка).